# سایش ابزار در فرایند ماشین کاری
در ماشینکاری ، ساییدگی ابزار ، به معنای فرسایش ابزار تراش، برش یا سوراخ کاری است و در مواردی شکست ابزار برش می باشد که به دلیل عملکرد منظم و طولانی مدت دستگاه و به تبع آن ابزار است. ابزارهایی که تحت تأثیر قرار می گیرند و دچار سایش می شوند عبارتند از ابزارهای نوک دار ، سر ابزار (بیت ابزار) و مته هایی که با ماشین ابزار ها استفاده می شوند.
انواع سایش ابزار عبارتند از:
- فرسایش پهلو(flank wear) که در آن بخشی از ابزار که در تماس با قسمت ماشین کاری شده قطعه است، فرسایش می یابد. این پارامتر می تواند با استفاده از یک معادله عمر ابزار را توصیف کند.

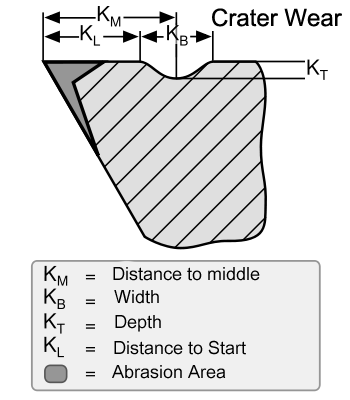
فرسایش لبه (crater wear)

- فرسودگی دهانه (crater wear) که در آن تماس سطح بالایی ابزار با براده ها باعث فرسایش سطح چنگک می شود. این نوع فرورفتگی هادر نزدیکی لبه برشی، تا حدودی برای سایش ابزار طبیعی است و استفاده از ابزار را تا زمانی که به اندازه کافی جدی نشود تخریب نمی کند.در واقع تا زمانی که که باعث خرابی و شکست لبه برش نشود، به طور جدی ابزار را تخریب نمی کند. این خرابی می تواند ناشی از سرعت اسپیندل خیلی کم یا نرخ تغذیه (سرعت نسبی ابزار و قطعه) خیلی زیاد باشد. در برش متعامد این اتفاق معمولاً در جایی رخ می دهد که دمای ابزار بیشینه باشد. سایش دهانه تقریباً در ارتفاعی برابر با عمق برش ماده رخ می دهد. عمق سایش دهانه ( t0 ) = عمق برش

- ساییدگی لبه برنده (Notch wear) که در هر دو قسمت اینزرت چنگک و صفحه کناری در امتداد عمق خط برش اتفاق می‌افتد و در درجه اول به دلیل جوشکاری، فشار جدا شدن براده‌ها باعث آسیب موضعی به ابزار می‌شود. براده به معنای واقعی کلمه به اینزرت جوش می شود. دلیل دیگر این نوع سایش، تماس مکانیکی بین سطح سخت شده و لبه برش اصلی است.

- لبه انباشته (built-up edge) یا ایجاد پلیسه روی سطح ابزار است که در زمان ماشینکاری براده‌های دما بالا که روی سطح قطعه تشکیل می‌شوند به ابزار برش فشار وارد می‌کند. درواقع مواد در حالِ ماشینکاری روی لبه برش جمع می شوند. برخی از مواد (به ویژه آلومینیوم و مس ) تمایل به بازپخت شدن(سخت شدن) خود به لبه برش ابزار دارند. این بیشتر در فلزات نرم تر، با نقطه ذوب پایین تر رخ می دهد. با افزایش سرعت برش و استفاده از روان کننده (آب صابون)می توان از آن جلوگیری کرد. هنگام سوراخ کاری می توان این اثر را به عنوان حلقه های تیره و براق متناوب مشاهده کرد.
- لعاب (صیقل) روی چرخ های سنگ زنی اتفاق می افتد و زمانی رخ می دهد که ذرات ساینده روی سطح چرخ سنگ زنی مات شود و سنگ صیقلی شود. این اثر در حالی که چرخ در حرکت است با درخشش و براقی سطح مشخص می شود. این اثر معمولاً به دلیل استفاده طولانی مدت از دستگاه، فشار بیش از حد، یا سنگ زنی مواد سخت با چرخ اتفاق می‌افتد. هنگامی که لعاب رخ می دهد، راندمان برش چرخ کاهش می یابد، که منجر به زمان سنگ زنی طولانی تر و پرداخت ناهموار بر روی مواد می شود. تشخیص لعاب و تعویض یا پوشاندن چرخ در صورت لزوم برای حفظ عملکرد مطلوب بسیار مهم است.
- سایش لبه در مته ها به سایش لبه بیرونی مته در اطراف سطح برش اطلاق می شود که در اثر سرعت بیش از حد برش ایجاد می شود. برای توضیح بیشتر، سایش لبه به خرابی لبه برش مته اشاره دارد، که بخشی است که در واقع مواد را برش می دهد. این سایش معمولاً در لبه بیرونی مته رخ می دهد و می تواند ناشی از عواملی مانند سرعت برش بیش از حد باشد که گرما و اصطکاک بیشتری نسبت به مته تحمل می کند. در نتیجه این سایش، لبه برش مات می‌شود و اثربخشی آن کاهش می‌یابد و نیاز به نیروی بیشتری برای برش مواد دارد. سایش به سمت پایین فلوت های مته که شیارهایی هستند که به تراشه ها اجازه می دهند از سوراخ حفاری خارج شوند، گسترش می یابد. هنگامی که ساییدگی قابل توجه لبه رخ می دهد، مقدار قابل توجهی از مواد باید از مته حذف شود تا توانایی برش آن بازیابی شود. این فرآیند اغلب از طریق سنگ زنی مجدد یا تیز کردن انجام می شود. نظارت و مدیریت سایش لبه برای سوراخ کاری کارآمد و افزایش طول عمر مته ها بسیار مهم است. بازرسی و نگهداری منظم می تواند به شناسایی زودهنگام سایش و جلوگیری از آسیب بیشتر به ابزار کمک کند.

- گرد کردن لبه ، به افزایش شعاع لبه برش ابزار () به دلیل حذف مواد (جدا شدن براده‌ها) اشاره دارد. در واقع گرد کردن لبه، سایش پهلو (صفحه کناری) و شیارها را ترکیب می کند. گرد کردن لبه بیشتر در ماشینکاری کامپوزیت، یعنی پلاستیک های تقویت شده با فیبر کربن (CFRP)، کامپوزیت هیبریدی، توده فلزی CFRP (نوعی کامپوزیت پلیمری) مانند کامپوزیت CFRP-Ti یافت می شود. گرد کردن لبه برای ابزارهای برش با پوشش سرامیکی سخت و بدون پوشش گزارش شده است.  [۱] [۲]

## اثرات سایش ابزار
برخی از اثرات کلی سایش ابزار عبارتند از:
- افزایش نیروهای برش
- افزایش دمای برش
- پرداخت سطح ضعیف
- کاهش دقت و کیفیت قطعه ماشین کاری شده
- ممکن است منجر به شکستن ابزار شود
- باعث تغییر در هندسه ابزار می شود

سایش ابزار را می توان با استفاده از روان کننده ها(آب صابون) و خنک کننده ها 
در هنگام ماشین کاری کاهش داد. چرا که روان کننده ها و خنک کننده ها اصطکاک و دما را کاهش می دهند و در نتیجه آهنگ فرسایش ابزار را کند تر می کنند.
شکل کلی تر معادله به صورت زیر است:
{\displaystyle V_{c}T^{n}\times D^{x}S^{y}=C}
به طوری که:
- =سرعت برش
- T = عمر ابزار
- D = عمق برش
- S = نرخ تغذیه
- x و y به صورت تجربی تعیین می شوند
- n و C ثابت هایی هستند که توسط آزمایش یا داده های منتشر شده یافت می شوند. آنها خواص مواد ابزار، قطعه کار و نرخ تغذیه هستند.

## فرضیات دما

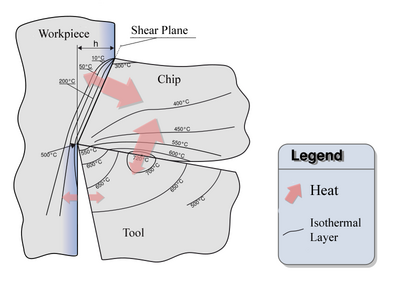
گرادیان دمای ابزار، قطعه کار و تراشه در طول برش متعامد. همانطور که در تصویر مشهود است، گرما از قطعه کار و ابزار به براده منتقل شده و خارج می شود. سایش دهانه (crater wear) در حدود ناحیه 720 درجه ابزار رخ می دهد.

در مناطق با دمای بالا، سایش دهانه رخ می دهد. بالاترین دمای ابزار تا بیش از 700 درجه سانتیگراد می تواند باشد که این دمای بالا در صفحه شیارها رخ می دهد. کمترین دمای ابزار نیز بسته به هندسه و جنس ابزار می تواند حدود 500 درجه سانتیگراد یا کمتر باشد.

## فرضیات انرژی
در اثر اصطکاک، انرژی به صورت گرما در ابزار ظاهر می شود. طبق یک فرض معقول می توان گفت که 80٪ انرژی حاصل از برش به براده ها منتقل می شود. اگر این اینطور نبود، قطعه کار و ابزار بسیار داغ تر از آنچه که در نتایج تجربی ظاهر می شود، بود. تقریباً 10 درصد انرژی به ابزار و 10 درصد نیز به قطعه کار منتقل می شود. درصد انرژی منتقل شده به براده با افزایش سرعت عملیات برش و ماشین کاری افزایش می یابد. با افزایش سرعت کار، تا حدودی سایش ابزار را جبران می کند. در واقع، اگر انرژی منتقل شده به براده با افزایش سرعت برش افزایش نمی یافت،. ابزار سریعتر از آنچه یافت می شود دچار فرسایش می شود.

## عملیات ماشینکاری چند معیاره
بهنام ملکوتی و دوی پراساد (1989) مسئله برش فلز چند معیاره را معرفی کردند که در آن شاخص ها می توانند هزینه هر قطعه، زمان تولید به ازای هر قطعه و کیفیت سطحی را توصیف کنند. همچنین ملکوتی و همکاران. (1990) روشی را برای طبقه بندی مواد از نظر قابلیت ماشینکاری پیشنهاد کرد. ملکوتی (2013) بحث جامعی در مورد عمر ابزار و مسئله چند معیاره آن که سابقا بیان کرده بودند، ارائه می کند. به عنوان مثال، اهداف برای اائه شاخص می توانند حداقلی کردن هزینه کل (که می تواند با جایگزینی هزینه کل همه ابزارها در یک دوره تولید محاسبه شود)، بهره وری حداکثری (که می تواند با تعداد کل قطعات تولید شده در هر دوره اندازه گیری شود) و حداکثر کردن کیفیت برش .

## لینک های خارجی
- پیش بینی سایش ابزار و تأیید در برش متعامد
- وب سایت آموزشی فرآیند ساخت
- صفحه اطلاعات در مورد سایش ابزار Gundrilling
- بررسی سایش ابزار و زبری سطح در ماشینکاری کامپوزیت زمینه آلومینیومی تقویت‌شده SiC-p همگن